# Kościół Świętego Stanisława Kostki w Pile
Kościół Świętego Stanisława Kostki w Pile – rzymskokatolicki kościół parafialny należący do parafii pw. św. Stanisława Kostki w Pile, dekanatu Piła, diecezji koszalińsko-kołobrzeskiej, metropolii szczecińsko-kamieńskiej, zlokalizowany w Pile, w powiecie pilskim, w województwie wielkopolskim.

## Historia
Jest to dawna świątynia protestancka, której budowniczym był Friedrich Gotlieb Rademacher, ówczesny prowizor kościelny, radny miejski i majster ciesielski. Był on również projektantem budowli. W maju 1896 roku rozpoczęły się prace budowlane, natomiast w dniu 1 listopada 1897 roku kościół został poświęcony. Świątynia szczęśliwie przetrwała walki o miasto w 1945 roku, jako kościół katolicki została poświęcona w dniu 15 maja 1947 roku, konsekrowana w dniu 17 września 2005 roku przez biskupa Kazimierza Nycza.

## Architektura
Jest to budowla o jednej nawie, wzniesiona na planie prostokąta w stylu neogotyckim. Posiada sześć przęseł i wieżę od strony północnej, wybudowaną na planie zbliżonym do kwadratu. Główne wejście mieści się w dolnej kondygnacji. Naroża są oszkarpowane. Przy bocznych elewacji wieży mieszczą się klatki schodowe, zbudowane na planie prostokąta, których przedni narożnik jest ścięty. Ściany nawy są oszkarpowane. Prezbiterium wzniesione na planie prostokąta, jest trójbocznie oszkarpowane. Przylegają do niego pomieszczenia od strony wschodniej (składzik) i zachodniej (zakrystia). Bryła kościoła jest wysmukła, dominuje nad nią wieża pokryta wysokim, bocznym, ostrosłupowym hełmem. Nawa posiada dach dwuspadowy, klatki schodowe wielospadowy, prezbiterium pięciospadowy, natomiast zakrystia i składzik dwuspadowy. Budowla posiada piwnice, znajdujące się pod składzikiem od południowego wschodu.

## Wyposażenie
Przy elewacji wschodniej, w górnej części okien mieszczą się witrażowe rozety z pierwotnego wystroju świątyni. W prezbiterium znajdują się trzy witraże, które zaprojektował i wykonał Stanisław Powalisz z Poznania. Przetrwała również mensa ołtarzowa z nowszą grupą ukrzyżowania oraz ambona i chrzcielnica. Obraz Matki Bożej z Dzieciątkiem namalował J. Stankiewicz w 1948 roku.